# Canton de Pont-de-Buis-lès-Quimerch
Le canton de Pont-de-Buis-lès-Quimerch est une circonscription électorale française du département du Finistère.

## Histoire
Un nouveau découpage territorial du Finistère entre en vigueur à l'occasion des élections départementales de mars 2015, défini par le décret du 13 février 2014, en application des lois du 17 mai 2013 (loi organique 2013-402 et loi 2013-403). Les conseillers départementaux sont, à compter de ces élections, élus au scrutin majoritaire binominal mixte. Les électeurs de chaque canton élisent au Conseil départemental, nouvelle appellation du Conseil général, deux membres de sexe différent, qui se présentent en binôme de candidats. Les conseillers départementaux sont élus pour 6 ans au scrutin binominal majoritaire à deux tours, l'accès au second tour nécessitant 12,5 % des inscrits au 1er tour. En outre la totalité des conseillers départementaux est renouvelée. Ce nouveau mode de scrutin nécessite un redécoupage des cantons dont le nombre est divisé par deux avec arrondi à l'unité impaire supérieure si ce nombre n'est pas entier impair, assorti de conditions de seuils minimaux. Dans le Finistère, le nombre de cantons passe ainsi de 54 à 27.
Le canton de Pont-de-Buis-lès-Quimerch est formé de communes des anciens cantons de Daoulas (8 communes), de Landerneau (1 commune), de Le Faou (3 communes), de Ploudiry (4 communes) et de Châteaulin (1 commune). Avec ce redécoupage administratif, le territoire du canton s'affranchit des limites d'arrondissements, avec 13 communes incluses dans l'arrondissement de Brest et 4 dans l'arrondissement de Châteaulin. Le bureau centralisateur est situé à Pont-de-Buis-lès-Quimerch.

## Représentation
| Période élective | Période élective | Mandat | Mandat       | Identité          | Nuance | Nuance | Qualité |
| ---------------- | ---------------- | ------ | ------------ | ----------------- | ------ | ------ | --- |
| 2015             | 2021             | 2015   | 2020 (décès) | Roger Mellouët    |        | PS     | Retraité Maire de Pont-de-Buis-lès-Quimerch (1995-2020) Ancien conseiller général du Canton du Faou Vice-président Président de la Commission Ressources, finances, évaluation |
| 2015             | 2021             | 2015   | 2021         | Françoise Péron   |        | PS     | Technicienne Mutualité Sociale Agricole Maire de Logonna-Daoulas (2001-2014) Ancienne conseillère générale du Canton de Daoulas Vice-présidente du Pays Centre Ouest Bretagne  |
| 2015             | 2021             | 2020   | en cours     | Julien Poupon     |        | PS     | Enseignant-chercheur en biologie, maire de Saint-Urbain depuis 2020 |
| 2021             | 2028             | 2021   | en cours     | Isabelle Maugeais |        | PCF    | Animatrice socio-culturelle, conseillère municipale de Pont-de-Buis-lès-Quimerch                                                                                               |
| 2021             | 2028             | 2021   | en cours     | Julien Poupon     |        | PS     | Conseiller sortant |

### Résultats détaillés

#### Élections de mars 2015
À l'issue du 1er tour des élections départementales de 2015, deux binômes sont en ballottage : Roger Mellouët et Françoise Péron (PS, 35,22 %) et Jean-Noël Le Gall et Geneviève Tanguy (Union de la Droite, 32,78 %). Le taux de participation est de 55,09 % (11 182 votants sur 20 299 inscrits) contre 51,11 % au niveau départementalet 50,17 % au niveau national.
Au second tour, Roger Mellouët et Françoise Peron (PS) sont élus avec 50,62 % des suffrages exprimés et un taux de participation de 53,47 % (5 068 voix pour 10 854 votants et 20 301 inscrits).

#### Élections de juin 2021
Le premier tour des élections départementales de 2021 est marqué par un très faible taux de participation (33,26 % au niveau national). Dans le canton de Pont-de-Buis-lès-Quimerch, ce taux de participation est de 38,97 % (8 321 votants sur 21 350 inscrits) contre 35,55 % au niveau départemental. À l'issue de ce premier tour, deux binômes sont en ballottage : Nathalie Godet et David Guillerm (Union au centre et à droite, 35,7 %) et Isabelle Maugeais et Julien Poupon (Union à gauche, 28,87 %).
Le second tour des élections est marqué une nouvelle fois par une abstention massive équivalente au premier tour. Les taux de participation sont de 34,36 % au niveau national, 36,76 % dans le département et 40,13 % dans le canton de Pont-de-Buis-lès-Quimerch. Isabelle Maugeais et Julien Poupon (Union à gauche) sont élus avec 51,36 % des suffrages exprimés (4 163 voix pour 8 568 votants et 21 353 inscrits),,.

## Composition
Le canton de Pont-de-Buis-lès-Quimerch comprend dix-sept communes entières.
| Nom                                               | Code Insee | Intercommunalité                       | Superficie (km2) | Population (dernière pop. légale) | Densité (hab./km2) | Modifier                                    |
| ------------------------------------------------- | ---------- | -------------------------------------- | ---------------- | --------------------------------- | ------------------ | ------------------------------------------- |
| Pont-de-Buis-lès-Quimerch (bureau centralisateur) | 29302      | CC Presqu'île de Crozon-Aulne maritime | 41,39            | 3 571 (2022)                      | 86                 | modifier les données · modifier les données |
| Daoulas                                           | 29043      | CA du pays de Landerneau-Daoulas       | 5,42             | 1 835 (2022)                      | 339                | modifier les données · modifier les données |
| Dirinon                                           | 29045      | CA du pays de Landerneau-Daoulas       | 33,02            | 2 195 (2022)                      | 66                 | modifier les données · modifier les données |
| Le Faou                                           | 29053      | CC Presqu'île de Crozon-Aulne maritime | 11,85            | 1 882 (2022)                      | 159                | modifier les données · modifier les données |
| Hanvec                                            | 29078      | CA du pays de Landerneau-Daoulas       | 59,11            | 2 035 (2022)                      | 34                 | modifier les données · modifier les données |
| Hôpital-Camfrout                                  | 29080      | CA du pays de Landerneau-Daoulas       | 13,16            | 2 220 (2022)                      | 169                | modifier les données · modifier les données |
| Irvillac                                          | 29086      | CA du pays de Landerneau-Daoulas       | 29,60            | 1 427 (2022)                      | 48                 | modifier les données · modifier les données |
| Logonna-Daoulas                                   | 29137      | CA du pays de Landerneau-Daoulas       | 12,14            | 2 127 (2022)                      | 175                | modifier les données · modifier les données |
| Loperhet                                          | 29140      | CA du pays de Landerneau-Daoulas       | 20,31            | 3 952 (2022)                      | 195                | modifier les données · modifier les données |
| La Martyre                                        | 29144      | CA du pays de Landerneau-Daoulas       | 18,01            | 756 (2022)                        | 42                 | modifier les données · modifier les données |
| Ploudiry                                          | 29180      | CA du pays de Landerneau-Daoulas       | 27,19            | 879 (2022)                        | 32                 | modifier les données · modifier les données |
| Rosnoën                                           | 29240      | CC Presqu'île de Crozon-Aulne maritime | 33,64            | 993 (2022)                        | 30                 | modifier les données · modifier les données |
| Saint-Eloy                                        | 29246      | CA du pays de Landerneau-Daoulas       | 12,42            | 221 (2022)                        | 18                 | modifier les données · modifier les données |
| Saint-Ségal                                       | 29263      | CC de Pleyben-Châteaulin-Porzay        | 16,20            | 1 183 (2022)                      | 73                 | modifier les données · modifier les données |
| Saint-Urbain                                      | 29270      | CA du pays de Landerneau-Daoulas       | 15,21            | 1 669 (2022)                      | 110                | modifier les données · modifier les données |
| Tréflévénez                                       | 29286      | CA du pays de Landerneau-Daoulas       | 9,65             | 247 (2022)                        | 26                 | modifier les données · modifier les données |
| Le Tréhou                                         | 29294      | CA du pays de Landerneau-Daoulas       | 22,79            | 636 (2022)                        | 28                 | modifier les données · modifier les données |
| Canton de Pont-de-Buis-lès-Quimerch               | 2921       |                                        | 381,11           | 27 828 (2022)                     | 73                 | modifier les données                        |

## Démographie
En 2022, le canton comptait 27 828 habitants, en évolution de +0,79 % par rapport à 2016 (Finistère : +2,16 %, France hors Mayotte : +2,11 %).
| 2013   | 2018   | 2022   |
| ------ | ------ | ------ |
| 27 349 | 27 629 | 27 828 |